# Kőrösi egyházmegye
A Kőrösi egyházmegye vagy Križevci eparchátus a latin rítusú Zágrábi főegyházmegye négy szuffragán egyházmegyéje egyike, de ez az egyetlen, amelyik bizánci rítusú, míg a többi római rítusú. Területe három ország, Horvátország, Bosznia-Hercegovina és Szlovénia teljes területét lefedi. Püspöki székhelye a horvátországi Kőrös városban található.

## Története
Az ortodox egyházzal folytatott hosszú viaskodás után 1777-ben alapította meg VI. Piusz pápa a marčani püspökség jogutódjaként a kőrösi bizánci katolikus egyházmegyét. Kőrös (Križevci) Horvátországban, Zágrábtól északkeletre fekszik, az egykori Belovár-Kőrös vármegye székhelye. Az első világháború utántól az egyházmegye fennhatósága a Jugoszláviában élő összes bizánci katolikusra kiterjedt. Jelenleg három ország területén horvát, ruszin, ukrán és szerb hívők tartoznak a közösséghez, a liturgia egyházi szláv nyelven folyik. A horvát állam népszámlálása alapján 2001-ben Horvátországban 6219 fő vallotta magát görögkatolikusnak.
1966 óta a kőrösi görögkatolikus püspök ténylegesen Zágrábban székel. Ott található a görögkatolikus papi szeminárium is. A kőrösi székhely épületeinek nagyobb részében a Fokoláre mozgalom Faro nevű városkájának Máriapoli központja (lelkigyakorlatos- és konferenciaközpontja) működik. 2003. augusztus 28-án az egyházmegye területéről való leválasztással alapították meg a Szerbiai apostoli exarchátust, mai nevén Bácskeresztúri Szent Miklós-egyházmegyét.

## Az eparchia területén kívül
Az első bizánci katolikus pap 1902-ben érkezett Horvátországból az Egyesült Államokba. Feladatai közé tartozott, hogy bizánci rítusú szent liturgiát tartson a clevelandi horvátoknak. Ezt a missziót a križevci püspök támogatta. Egy másik horvát görög katolikus pap Alleghenybe (Pennsylvania) utazott 1894-ben. Križevci egyike lett a négy kelet-európai eparchiának, amely a keleti szertartású katolikus egyház alapjait tették le az Egyesült Államokban. 

## Vezetői
- Vasilije Božičković (1777–1785)
- Jozafat Bastašić (1785–1795)
- Silvestar Bubanović (1794–1810)
- Konstantin Stanic (1810–1830)
- Gabrijel Smičiklas (1834–1856)
- Đorđe Smičiklas (1857–1881)
- Hranilović Ilija (1883–1889)
- Julije Drohobeczky (1891–1917)
- Dionizij Njarady (1920–1940)
- Šimrak Janko (1942–1946)
- széküresedés (1946–1960), Gabrijel Bukatko apostoli adminisztrátor
- Gabrijel Bukatko (1960–1961)
- széküresedés (1961–1983), Gabrijel Bukatko belgrádi római katolikus érsek a kőrösi egyházmegye apostoli adminisztrátora, a segédpüspök Joakim Segedi
- Slavomir Miklovš (1983–2009)
- Kekic Nino (2009–napjainkig)

## Szomszédos egyházmegyék
- Ukránok németországi és skandináviai apostoli exarchátusa (északnyugat)
- Hajdúdorogi főegyházmegye (északkelet)
- Bácskeresztúri Szent Miklós-egyházmegye (délkelet)